# 漢南インターチェンジ
漢南インターチェンジ（ハンナムインターチェンジ）は大韓民国ソウル特別市江南区にある京釜高速道路のインターチェンジである。

## 歴史
- 1968年12月20日 - 開設

## 周辺
- 漢南大橋
- ●ソウル交通公社3号線新沙駅
- ●KORAIL京義・中央線漢南駅
- ソウル中心部方面

## 隣
京釜高速道路
蚕院IC - 漢南IC